# Fotografia cyfrowa

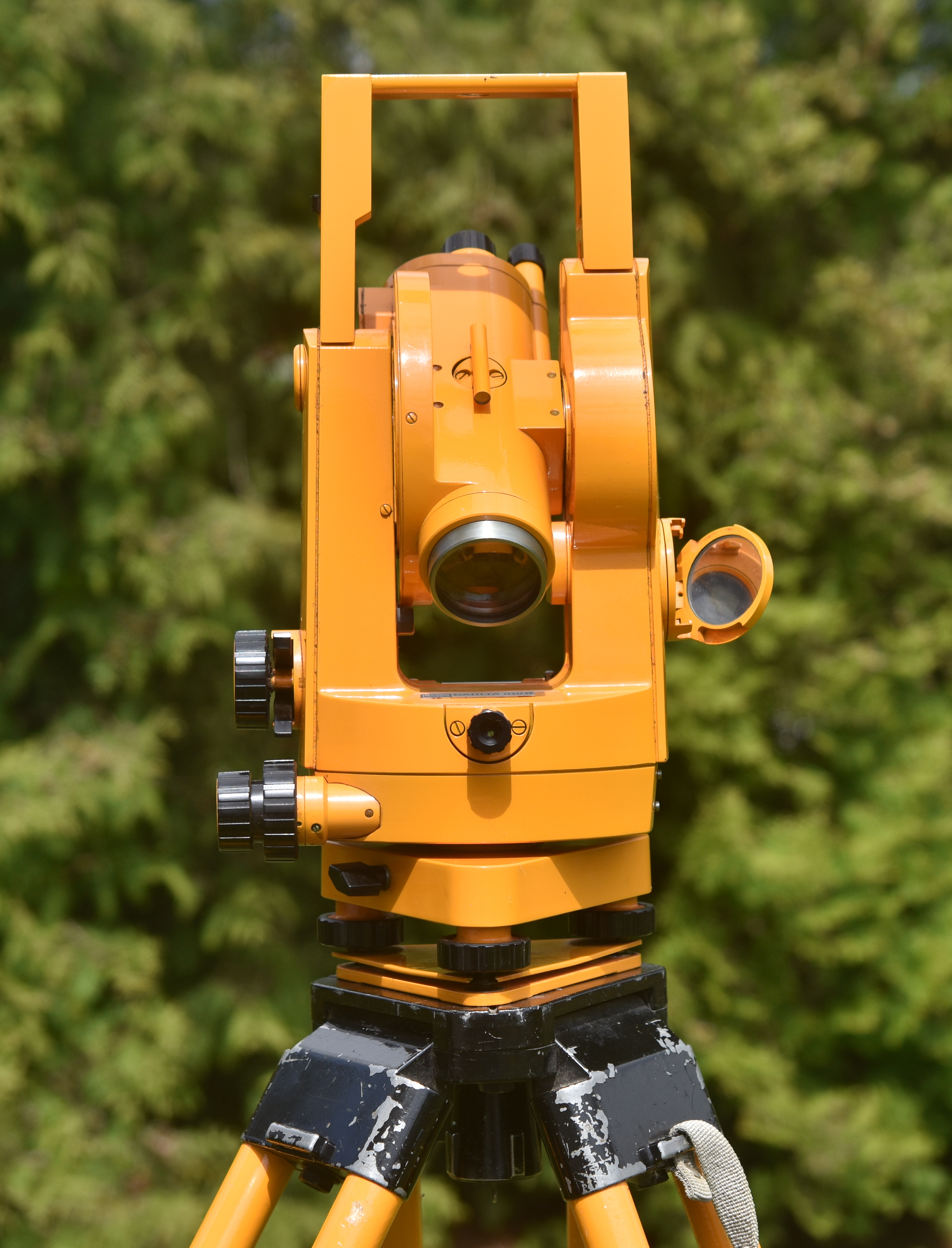
Przykładowe zdjęcie wykonane lustrzanką cyfrową (Nikon D7200)

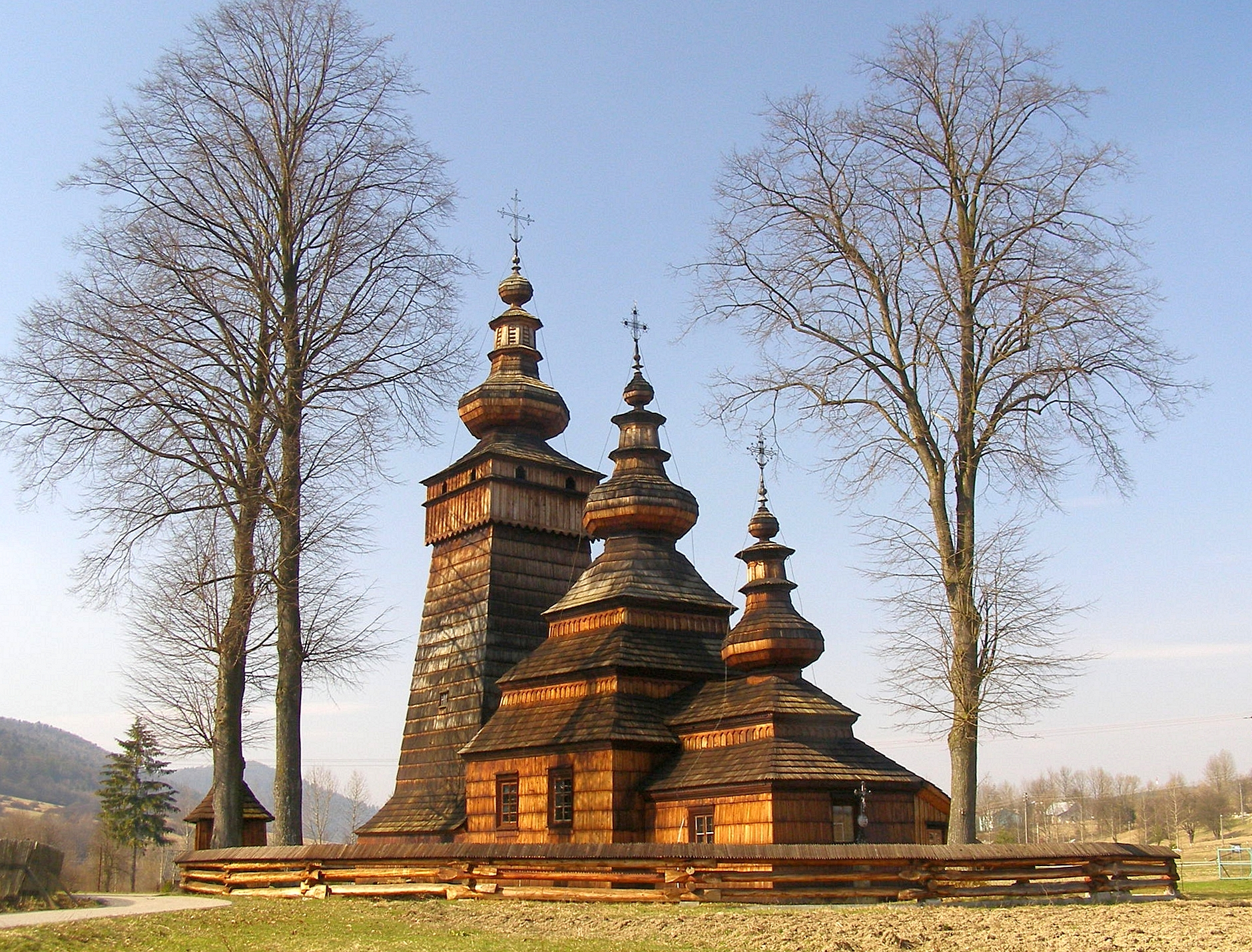
Zdjęcie wykonane cyfrowym aparatem kompaktowym (Olympus SP-500 UZ)

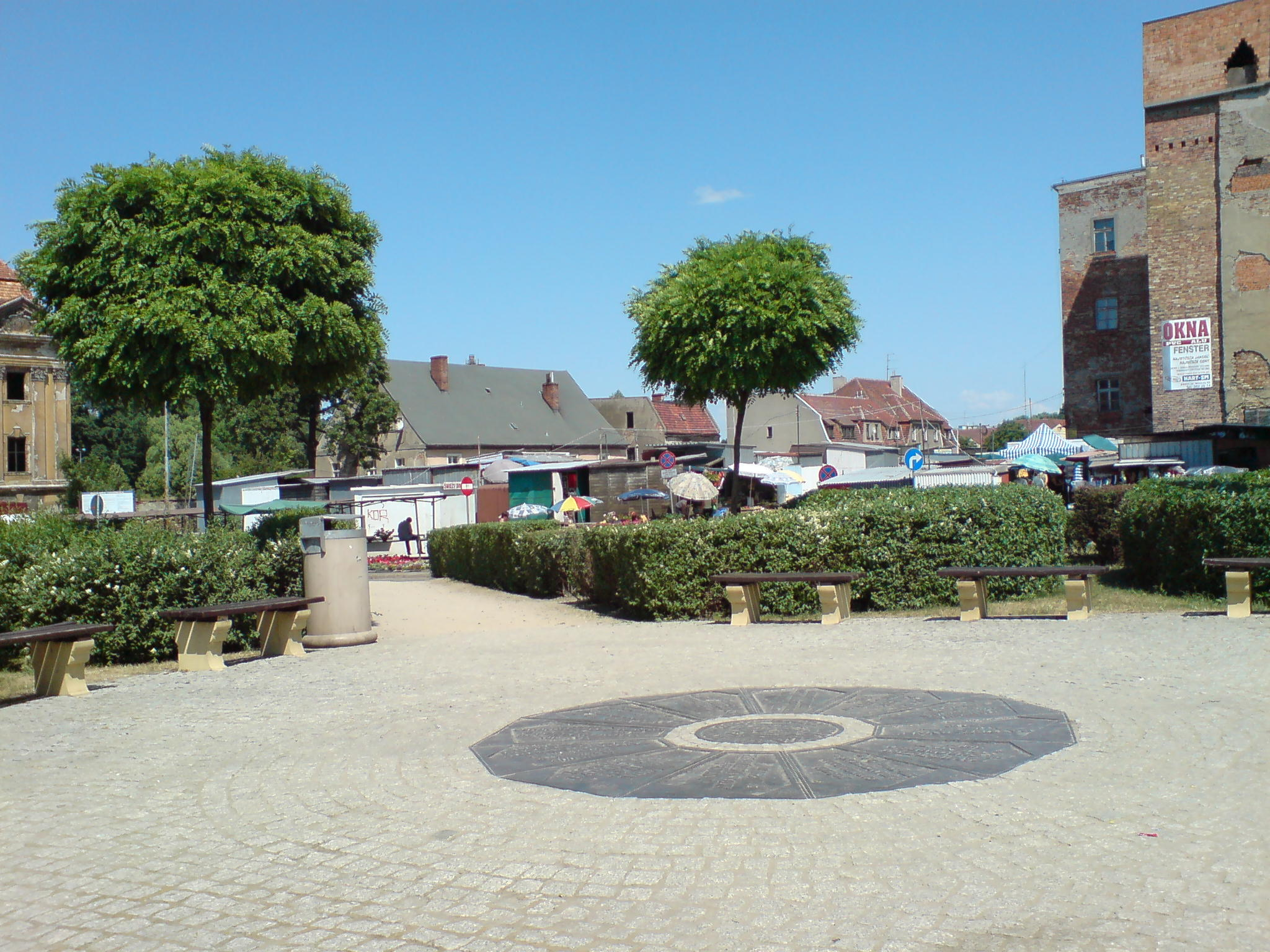
Fotografia wykonana aparatem zamontowanym w telefonie komórkowym (Sony Ericsson K800i)

Fotografia cyfrowa – fotografia polegająca na zachowaniu wybranego kadru w postaci cyfrowej i zapisie na karcie pamięci aparatu cyfrowego.
Do wykonywania zdjęć, w odróżnieniu od fotografii tradycyjnej (nazywanej nieprawidłowo analogową), gdzie stosuje się klasyczny aparat fotograficzny, służy sprzęt o odmiennej konstrukcji, a mianowicie cyfrowy aparat fotograficzny.
Aparaty cyfrowe od roku 2005 są częściej kupowane od aparatów klasycznych i posiadają cechy w tych drugich niespotykane, przykładowo nagrywanie krótkich filmów. Smartfony i tablety także często mają wbudowane małe aparaty cyfrowe.
Fotografia cyfrowa ewoluowała wprost od kamer telewizyjnych, lecz długo trzeba było czekać na jej upowszechnienie, ze względu na trudną technologicznie miniaturyzację cyfrowych przetworników fotoelektrycznych o zadowalającej rozdzielczości.
Obecne aparaty cyfrowe mają rozdzielczość porównywalną z fotografią tradycyjną (np. kompaktowy Canon G10 ma 15 Mpx; pełnoklatkowe lustrzanki Sony DSLR-α900 – 25 Mpx, Canon EOS-1Ds Mark III – 21 Mpx; średnioformatowy 6×6 cm Hasselblad H3DII-60 – 60 Mpx, a 6×17 cm Seitz ma 160 Mpx).

## Metoda realizacji
Zachowanie wybranego kadru w aparatach cyfrowych odbywa się, w uproszczeniu, poprzez pomiar natężenia światła (zob. efekt fotoelektryczny) dla poszczególnych pikseli (punktów) matrycy, na którą pada światło poprzez obiektyw. Różnica pomiędzy fotografią cyfrową a tradycyjną sprowadza się zasadniczo tylko do metody tego zachowania, gdyż cała optyka właściwie nie uległa znacznym modyfikacjom w stosunku do fotografii tradycyjnej. Charakterystyczne w technice cyfrowej jest to, że każde zdjęcie posiada dokładnie określoną rozdzielczość obrazu wyrażoną w pikselach (jednostką rozdzielczości aparatu jest megapiksel – Mpx lub Mpix – trwają prace nad aparatami o rozdzielczości gigapikselowej), podczas gdy w fotografii tradycyjnej rozdzielczość jest cechą charakterystyczną błony światłoczułej, a dokładniej jest zależna od wielkości kryształów halogenków srebra. W obu przypadkach rozdzielczość fotografii limitowana jest dodatkowo zdolnością rozdzielczą obiektywu.
W obu technologiach występuje efekt ziarna (szumów) rosnącego wraz ze zwiększaniem czułości sensora lub filmu. W przypadku matrycy, wynika to z większego wzmocnienia sygnału, które to wzmocnienie wpływa także na wzrost szumów. W przypadku błon fotograficznych o wysokiej czułości używa się większych, i co za tym idzie, bardziej widocznych ziaren bromku srebra.

## Przetworniki fotoelektryczne
W aparatach cyfrowych występują dwa główne rodzaje przetworników fotoelektrycznych:
1. matryca CCD
2. matryca CMOS.

W 2002 roku firma Foveon stworzyła matrycę X3, potrafiącą rejestrować natężenie trzech barw składowych w każdym punkcie (pikselu) matrycy. Matryca CCD natomiast pozwala rejestrować tylko jedną barwę, dlatego zwykle stosuje się ją wraz z filtrami barwnymi. Przetworniki umożliwiające bezpośrednią rejestrację trzech barw składowych używane są obecnie jedynie w produktach firmy Sigma oraz Polaroid (model X530).

## Formaty zapisu danych
Ze względu na oszczędność zasobów pamięciowych używanych w aparatach cyfrowych, do zapisu fotografii najczęściej stosuje się format pliku JPEG, który charakteryzuje się kompresją stratną. Oznacza to, że zmniejszenie pliku odbywa się kosztem utraty pewnych szczegółów zdjęcia lub niewielkimi zniekształceniami. Z reguły użytkownik może wybrać, czy zależy mu na silniejszej kompresji (zmieści wtedy w pamięci więcej zdjęć), czy lepszej jakości zdjęć. Droższe aparaty fotograficzne pozwalają także na zapis alternatywny w postaci formatu TIFF (kompresja bezstratna) lub RAW (pełna informacja z matrycy aparatu), co daje większe możliwości manipulacji obrazem. Zdjęcia takie zajmują jednak znacznie więcej miejsca na nośniku danych. Format RAW (pojawiający się także pod innymi nazwami, np. w aparatach firmy Nikon jako NEF) zawiera nieprzetworzone dane, pobrane bezpośrednio z czujnika aparatu i pozwala na ingerencję w sposób ich przetworzenia już po wykonaniu zdjęcia.

## Karty pamięci
W aparatach cyfrowych zdjęcia zapisuje się głównie na kartach pamięci. Są to najczęściej pamięci typu Flash EEPROM, rzadziej miniaturowe dyski twarde (microdrive). W okresie rozwoju tego rodzaju nośnika danych powstało wiele jego formatów, najczęściej niekompatybilnych ze sobą. Do najpopularniejszych należą lub należały:
- Secure Digital Card (SD)
- CompactFlash (CF-I i CF-II)
- Memory Stick (MS)
- MultiMedia Card (MMC)
- SmartMedia (SM)
- xD Picture Card (xD).

Obecnie obserwuje się stały wzrost rozdzielczości matryc w aparatach cyfrowych, jak też rosnące pojemności kart pamięci w nich stosowanych.

## Porównanie z fotografią tradycyjną

### Zalety fotografii cyfrowej
- Natychmiastowy podgląd zdjęcia bez oczekiwania na wywołanie filmu.
- Większe możliwości retuszu.
- Małe koszty przechowywania dużej ilości zdjęć (jeśli pozostają w formacie cyfrowym, a nie jako odbitki).
- Zdjęcia mogą być kopiowane bez utraty jakości.
- Nie ma potrzeby skanowania zdjęć przed użyciem ich w komputerze.
- Możliwość wydruku własnych zdjęć na drukarce, czasami nawet bezpośrednio z aparatu (bez użycia komputera).
- Mniejszy rozmiar, niż w fotografii tradycyjnej
- Możliwość dołączania do zdjęć dodatkowych danych (EXIF), takich jak data i czas wykonania zdjęcia, model aparatu, czas naświetlania, użycie lampy błyskowej itp. W nagłówku EXIF można zapisać również współrzędne geograficzne miejsca wykonania zdjęcia (dzięki zastosowaniu przystawek do aparatów z odbiornikiem GPS – dostępnych głównie w lustrzankach klasy średniej i wyższej – lub odbiorników wbudowanych bezpośrednio w aparaty kompaktowe).

### Zalety fotografii tradycyjnej
- Większa rozpiętość tonalna.
- Przy rejestrowaniu obszarów o dużej jasności, tzw. „wypalonych”, film ze względu na dużą rozpiętość tonalną zachowuje pewną dozę detali nawet w tych obszarach. Aparaty cyfrowe zaś „wypalają do bieli”, tj. zamieniają obszar jasny na jednolitą biel, w związku z czym informacja jest bezpowrotnie tracona.
- Klisze filmowe oferują znacznie niższy niż matryce CCD poziom szumu przy dużych czułościach ISO. Dotyczy to zwłaszcza klisz o wysokiej jakości, np. Ilford 3200.

### Inne różnice
- Ziarno będące odpowiednikiem cyfrowego szumu, często jest wykorzystywane jako efekt artystyczny; w przeciwieństwie do szumu cyfrowego nie powoduje przebarwień obrazu.
- W fotografii cyfrowej (zwłaszcza w sensorach opartych na systemie Bayera), może wystąpić niepożądany aliasing. Filmy światłoczułe są wolne od takich zniekształceń.
- Zazwyczaj dłuższa żywotność baterii lub nawet brak konieczności ich użycia w przypadku aparatów wyłącznie mechanicznych.
- Rozdzielczość: Klatka 35 mm odpowiada mniej więcej 19 megapikselom, średni format (56×56 mm) – 69 megapikselom, a wielki format (8×10 cali) – 1135 megapikselom. Dla porównania, profesjonalna średnioformatowa lustrzanka cyfrowa Seitz 6x17 Digital z roku 2006 ma matrycę CCD o wielkości 160 megapikseli[2].
- Przy doborze obiektywu do aparatu cyfrowego o matrycy mniejszej niż w pełnoklatkowej lustrzance cyfrowej należy uwzględnić mnożnik ogniskowej.
- Dane na nośnikach danych cyfrowych podczas długiego przechowywania mogą ulec zniszczeniu. Negatywy, przy odpowiednim archiwizowaniu, mogą być przechowywane przez dziesiątki lat bez żadnych dodatkowych kosztów. Znanych jest wiele klisz, a także płyt światłoczułych, które mają ok. 150 lat i zachowały się w perfekcyjnym stanie. Kwestia, czy fotografie cyfrowe mogą zapewnić porównywalną trwałość, jest otwarta.